# Сундуев, Дашинима Буодиевич
Дашинима́ Буоди́евич Сунду́ев (1940-1997) — чабан колхоза имени Карла Маркса Баргузинского района Бурятской АССР, Герой Социалистического Труда.

## Биография
Родился в 1940 году в улусе Баянгол Баргузинского аймака, Бурят-Монгольской АССР (ныне Республика Бурятия).
В школьные годы, в 1953 году, начал работать чабаном на отаре в колхозе имени Карла Маркса Баргузинского аймака Бурят-Монгольской АССР.
Дашинима Сундуев постоянно перевыполнял план по приему ягнят, по настригу шерсти, был победителем республиканских соревнований чабанов в 1974-1985 годах. В эти годы он получал и сохранял по 140-160 ягнят от 100 овцематок, настригал в среднем по 6 килограммов шерсти.
За трудовые успехи неоднократно награждался орденами и медалями, не раз участвовал в Выставке достижений народного хозяйства СССР в Москве, где награждался медалями выставки.
13 марта 1981 года Указом Президиума Верховного Совета СССР  Дашиниме Сундуеву присвоено звание Героя Социалистического Труда.
В родном колхозе создал школу передового опыта, появились Сундуевские методы в овцеводстве, к нему приезжали овцеводы со всей Бурятии для изучения методов его работы и условий труда.
Жил в улусе Баянгол Баргузинского района. 

Умер в 1997 году.

## Награды и звания
- Герой Социалистического Труда (1981)
- Орден Ленина (1981)
- Орден Октябрьской Революции (1973)
- Орден Трудового Красного Знамени (1986)
- Медаль «За трудовую доблесть» (1971)
- 3 золотые и 2 серебряные медали ВДНХ СССР
- Золотая медаль Фонда Мира.
- Лауреат Государственной премии СССР
- Заслуженный работник сельского хозяйства СССР
- Заслуженный работник сельского хозяйства РСФСР
- Заслуженный работник сельского хозяйства Бурятской АССР